# 勧修寺経重
勧修寺経重（かじゅうじ つねしげ、文和4年（1355年） - 康応元年（1389年）12月14日） は、南北朝時代の公卿。

## 官歴
- 延文4年（1359年）：従五位下
- 応安7年（1374年）：左衛門権佐
- 永和元年（1375年）：侍従、右少弁
- 永和2年（1376年）：正五位上、記録所寄人
- 永和3年（1377年）：左少弁
- 永和4年（1378年）：従四位上、左中弁
- 永和5年（1379年）：正四位下、蔵人頭
- 康暦2年（1380年）：正四位上、右大弁
- 永徳元年（1381年）：参議
- 永徳2年（1382年）：従三位
- 永徳3年（1383年）：正三位、権中納言
- 至徳元年（1384年）：従二位
- 康応元年（1389年）：大中納言、院執権

## 系譜
- 父：勧修寺経顕
- 兄：勧修寺経方
- 子：勧修寺経豊